# Adscripció

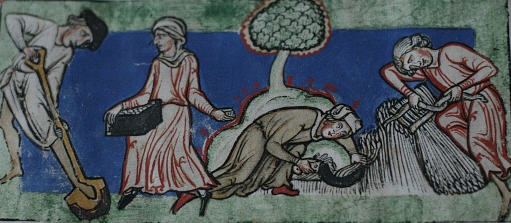

Durant l'edat mitjana, l'adscripció era la vinculació d'una família i tots llurs descendents a la terra que conreaven, perdent tots ells la llibertat de marxar-ne. Era una conseqüència del creixent procés feudalitzador de la societat rural, que es veia obligada a acceptar per la força dels guerrers feudals aquest lligam a la parcel·la de terreny del senyor feudal. Els pagesos només podien alliberar-se'n si pagaven una cara redempció anomenada remença: d'aquí venia el nom que es donava també als pagesos adscrits a la terra: pagesos de remença.
L'origen d'aquesta pràctica jurídica cal buscar-lo en el règim de colonat de la tradició romana, el qual ja implicava l'adscripció del colon a la terra que treballava pel senyor.
L'adscripció a la terra es va generalitzar durant el segle xii i durant el xiii les Corts codificaren la remença a les lleis. No provocava cap queixa per part de la noblesa, ja que l'abundància demogràfica d'aquells temps els permetia deixar que algunes famílies s'alliberessin i cobrar-ne el pagament perquè continuaven tenint pagesos de sobres a les terres. Però a partir del xiv la gran mortalitat causada per la pesta negra va deixar el món rural senyorial molt delmat i, per tant, les rendes que en percebia la noblesa també baixaren. A partir de llavors l'adscripció a la terra i la remença passaren a ser el centre del debat de les greus tensions socials entre una noblesa que s'aferrava a aquests privilegis i una pagesia explotada que vivia marginada de les llibertats urbanes. Aquesta situació va desembocar en un seguit de revoltes i guerres per part dels pagesos de remença contra llurs senyors feudals que condicionaren tot el segle xv. El conflicte no entraria en vies de solució fins a la promulgació de la Sentència arbitral de Guadalupe el 1486, la qual suposà la fi dels mals usos (entre els quals la remença). La sentència posava un preu relativament assumible a l'alliberació personal dels remences i llurs famílies i regulava en general les relacions jurídiques del camp català. La majoria dels pagesos de remença que s'anaren alliberant durant l'edat Moderna contragueren pactes d'emfiteusi amb els seus ex-senyors feudals per continuar conreant les terres que durant generacions havien conreat els seus avantpassats.